# Raphicerus colonicus
El raficero de Sharpe meridional (Raphicerus colonicus) es un antílope (mamífero artiodáctilo de la subfamilia Antilopinae) africano de pequeño tamaño. Fue descrito como subespecie en 1906 y, aproximadamente un siglo después, reconocido como especie diferenciada. Ligeramente mayor y más rojiza que el raficero de Sharpe, su rango de distribución es mucho menor que el de este y su estado de conservación es desconocido. Habita en zonas arbustivas donde se alimenta. Antílope solitario, nocturno y esquivo que a veces usa madrigueras de otros animales para refugiarse.

## Descripción
Es un pequeño antílope ligeramente mayor y más estrecho que el raficero de Sharpe (R. sharpei). Mide entre 70 y 80 cm de la cabeza a la cola, y pesa de 6,5 a 9 kg. Las diferencias con el raficero de Sharpe son sutiles: la fosa preorbital del cráneo es mayor, las fosas nasales se amplían posteriormente, llegando casi hasta las vacuolas lacrimales y la parte del hueso temporal que rodea al oído medio está menos engrosado. Al igual que las otras dos especies de raficeros, posee pelos blancos distribuidos por todo el pelaje, pero en general su tono es más intenso y rojizo. Su cromatismo le permite confundirse tanto en zonas arbustivas como en pedregales. La línea de separación de tonalidades de la parte ventral y el manto está más difuminada que en las otras especies del género. Los cuernos son similares en longitud a los del raficero de Sharpe y como este, también posee glándulas prepuciales.

## Taxonomía
En 1906 la subespecie Raphicerus sharpei colonicus fue descrita por Thomas y Schwann con especímenes de Klein Letaba, en la provincia de Limpopo, Sudáfrica, y así se mantuvo hasta principios del siglo XXI cuando pasó a ser considerada como especie diferenciada, adoptando el nombre de Raphicerus colonicus (Thomas & Schwann, 1906).
Es una especie monotípica, en la que no se han descrito subespecies.

## Ecología
Su alimentación principal proviene del ramoneo de arbustos, que es complementada con el pasto de hierba y con bayas y frutos. A veces realizan incursiones en campos de cultivo. La reproducción y cría se desarrolla a lo largo de todo el año, y la gestación dura siete meses. Es una especie muy esquiva cuya actividad se desarrolla por la noche y pocas veces al atardecer o amanecer, cuando el cielo está nublado.
Animales solitarios, los machos son territoriales y defecan en letrinas. Cuando se los ve en parejas suelen ser la madre y la cría del año. La comunicación por el olor es muy importante, poseen glándulas odoríferas en los pies, zona preorbital y prepucio. Se esconden entre los arbustos permaneciendo inmóviles hasta que la amenaza está muy cerca, momento en el que salen en rápida carrera hasta un nuevo escondite. A diferencia de otros antílopes pequeños, no saltan en su huida. En ocasiones, utilizan las madrigueras abandonadas del cerdo hormiguero para refugiarse.

## Hábitat y distribución
Se encuentra en las regiones de Zambezi (Namibia), Chove y Okavango (Botsuana), al sur del río Zambeze (Mozambique), Zimbabue, Suazilandia y noreste de Sudáfrica.
Habita en bosques densos arbustivos, sabanas en las que la vegetación herbácea alcanza un máximo de medio metro de alto, y tanto en zonas rocosas como riparias.

## Conservación
No se encuentra recogido como especie independiente en la Lista Roja de la UICN, sino que sus poblaciones se encuentran incluidas dentro de la especie R. sharpei, como una especie bajo preocupación menor (LC). Sin embargo, el estado real de sus poblaciones es desconocido, presumiblemente raras. Su mayor amenaza natural conocida son las jaurías de licaones.